# 국제 커뮤니케이션
국제 커뮤니케이션, 인터내셔널 커뮤니케이션(International communication, 세계 커뮤니케이션 연구 또는 초국가적 커뮤니케이션이라고도 함)은 국제 국경을 넘어 발생하는 커뮤니케이션 관행이다. 국제 커뮤니케이션의 필요성은 세계화의 증가하는 효과와 영향력 때문이었다. 연구 분야로서 국제 커뮤니케이션은 세계적 수준에서 "정부 대 정부", "기업 대 기업", "사람 대 사람" 상호 작용의 범위를 다루는 언론정보학의 한 분야이다. 현재 국제 커뮤니케이션은 전 세계 대학에서 가르치고 있다. 세계화된 시장이 점차 확대됨에 따라 문화를 넘나들며 효과적으로 소통할 수 있는 능력을 갖춘 인력에 대한 수요가 높다. 국제 커뮤니케이션은 "정치적, 경제적, 사회적, 문화적, 군사적 문제를 포괄한다."

## 역사적 배경

### 커뮤니케이션과 제국
효율적인 통신망은 고대 제국의 권위와 국제 무역을 확립하는 데 중요한 역할을 했다. 제국의 규모는 '통신 효율성의 지표'로 사용될 수 있었다. 로마, 페르시아, 악숨, 중국과 같은 고대 제국들은 모두 정보를 수집하고 분산시키는 데 글쓰기를 활용하여 거대한 우편 및 파견 시스템을 구축했다. 이미 15세기부터 유럽에서는 국경을 초월하여 소식이 퍼져나갔다. '베네치아의 밀 무역상, 앤트워프의 은 무역상, 뉘른베르크의 상인들과 그들의 무역 파트너들은 경제 뉴스레터를 공유하고 자본의 권리에 대한 공통된 가치와 신념을 형성했다.'

### 전신과 시공간 압축의 도래
1837년, 새뮤얼 모스는 전신을 발명했다. 전신은 전선을 통해 전기 신호를 전송하는 방식으로 작동했다. 이는 거리에 따른 영향을 제거한 최초의 통신 수단으로, 거의 즉각적인 연결을 가능하게 했다. 정보 전달의 속도와 신뢰성 덕분에 전신은 자본 및 군사 확장에 기회를 제공했다. 또한 시장 통합을 증가시켰다. 이는 해운 용선 이용률을 높여 무역 비용을 낮춤으로써 이루어졌다. 표 1.1에서 볼 수 있듯이, 케이블 하드웨어의 구축은 19세기 후반과 20세기 초반의 세계 권력 질서를 보여준다.
표 1.1 세계 케이블 구축
|                  | 1892       | 1892            | 1923       | 1923            |
| ---------------- | ---------- | --------------- | ---------- | --------------- |
|                  | length(km) | global share(%) | length(km) | global share(%) |
| 대영 제국        | 163,619    | 66.3            | 297,802    | 50.5            |
| 미국             | 38,986     | 15.8            | 142,621    | 24.2            |
| 프랑스 식민제국  | 21,859     | 8.9             | 64,933     | 11.0            |
| 덴마크           | 13,201     | 5.3             | 15,590     | 2.6             |
| 기타             | 9206       | 3.7             | 68,282     | 11.7            |
| 모든 케이블 합계 | 246,871    | 100.0           | 589,228    | 100.0           |

### 뉴스 에이전시의 시대
신문 산업과 국제 전신망은 서로에게 상호 작용했다. 전신 통신은 뉴스를 생산하는 방식을 크게 변화시켰다. 현대 신문의 개별 기사는 더 이상 공간적 근접성에 따라 선택되지 않고, 새롭게 부상하는 뉴스 관련성에 대한 저널리즘 기준에 따라 선택되었다. 19세기 신문 산업의 공급과 수요가 급격히 증가함에 따라 뉴스 에이전시가 연이어 설립되었다.
프랑스의 아바스 통신사는 1835년에 설립되었고, 독일의 볼프스 전신국은 1849년에, 영국의 로이터는 1851년에 설립되었다. 이 세 유럽 통신사는 처음에는 은행가를 위한 금융 데이터 서비스로 시작했지만, 결국 국제적으로 운영되기 시작하여 세계 뉴스를 다루는 범위로 확장되었다. 이들은 모두 해당 정부로부터 보조금을 받았다. 1866년까지 많은 유럽 국가에서 국영 뉴스 에이전시가 부상하기 시작했다. 이들은 현지 뉴스를 취재하고 판매했지만, 해외 취재 및 판매를 위해서는 주요 서비스에 의존했다.
글로벌 미디어와 뉴스 에이전시는 동시대 세계화에서 근본적인 역할을 해왔으며, 즉각적인 커뮤니케이션 느낌과 글로벌 연결 경험을 가능하게 했다. 이들은 전신과 같은 새로운 기술의 사용에서 선구적인 역할을 해왔으며, 이는 뉴스의 본질을 변화시켰다. 기술 혁신은 글로벌 뉴스 에이전시 간의 주요 경쟁 영역으로 계속 남아 있다.

### 라디오 방송
서구 국가들은 1902년 최초의 인간 목소리 라디오 전송 이후 라디오 통신을 도입할 기회를 잡았다. 그러나 라디오 방송의 두 메커니즘은 뚜렷하게 달랐다. 미국에서는 1927년의 라디오 법(Radio Act of 1927)이 광고 자금으로 운영되는 상업 기업으로서의 지위를 확인한 반면, 영국에서는 같은 해에 공영 방송 선구자인 영국방송공사가 설립되었다. 제1차 세계 대전과 제2차 세계 대전 중에 라디오 방송은 국내 여론 관리와 해외 국제 외교 선전 모두에서 중요한 역할을 했다.
냉전 시대에도 이 라디오 중심의 국제 통신은 각각의 이데올로기를 선전하는 데 사용되었다. 대표적인 예는 국제 청중에게 "아메리칸 드림"을 주입하기 위해 전 세계 네트워크를 운영한 미국의 소리이다. 라디오는 동서 냉전의 이데올로기적 대립에서도 중요한 역할을 했다. 방송은 "철의 장막"을 관통하여 "적"에게 직접적으로 전달될 수 있었는데, 이는 냉전 초기에는 매우 중요했다. 서구 방송은 새로운 정보와 사상의 흐름을 위한 대체 채널을 제공했다. 당시 소련 도시 성인의 약 3분의 1과 동유럽 성인의 약 절반이 서구 방송의 정기 청취자였다.
"넘버 스테이션"으로 알려진 단파 송신 사이트는 미국과 소련 정부 모두 해외에 선전을 보내는 데 사용되었다. 또한 다른 국가에서 활동하는 정보 장교들에게 암호화된 메시지를 보내는 안전한 수단이기도 했다. 요원은 방송국, 방송 시간, 암호 코드를 가지고 있는 한 자신만이 이해할 수 있는 일회성 메시지를 받을 수 있었다.
라디오 방송을 통한 통신은 서구 국가들뿐만 아니라 다른 국가들에도 영향을 미쳤다. 이러한 예 중 하나가 1994년 르완다 집단 학살이다. 1994년 4월, 르완다와 이웃 부룬디 대통령을 태운 비행기가 의문의 상황에서 추락했다. 이로 인해 다음 3개월 동안 대규모 살육이 벌어져 백만 명이 넘는 르완다인들이 사망했다. 르완다 언론은 정치적 투쟁을 보도하기 위해 윤리적 틀을 사용하고 두려움, 소문, 공황을 퍼뜨림으로써 폭력을 선동했다는 비난을 받고 있다. 이들은 또한 일반 시민들에게 학살에 참여하도록 선동했다. 방송을 통해 인기 라디오 방송국 RTLM은 실업 청년과 극우 조직인 인터라함웨 민병대를 끌어들였다.

### 새로운 커뮤니케이션 질서 요구
1990년 냉전이 공식적으로 종식된 이후 소련 붕괴와 제3세계 국가들의 부상으로 초강대국들의 첨예한 관계는 중단되었고, 불균형하게 발전된 커뮤니케이션 질서는 더 이상 존재할 수 없게 되었다. 제3세계는 소외된 커뮤니케이션 지위의 중단을 요구했다. 특히 국제 커뮤니케이션이 정보 시대로 접어들면서 '원거리 통신과 컴퓨팅의 융합 및 인터넷을 통해 모든 종류의 데이터(사진, 단어, 소리)를 이동시키는 능력은 국제 정보 교환을 혁신했다.' 뉴 월드 정보 및 커뮤니케이션 질서 논쟁은 국제 커뮤니케이션의 궤도를 변화시켰다. 이것은 1980년대에 전 세계 정보 흐름에 대해 벌어졌던 일련의 논쟁이었다.

### 국제 커뮤니케이션 고려 사항
국제적으로 소통할 때 문화를 고려하는 것이 중요하다. 영어가 비즈니스 언어가 되었지만, 많은 기업들은 사용되는 언어가 비즈니스 수행 방식을 결정하지 않는다는 사실을 인식하지 못한다. 따라서 문화 간 커뮤니케이션과 국제 커뮤니케이션은 상호 교환 가능하다는 것을 이해하는 것이 중요하다. 국제 비즈니스 파트너 간의 효과적인 커뮤니케이션은 글로벌 성공에 필수적이며, 국제 비즈니스 관련 관계에서 근본적인 국가 및 조직 문화 차이는 효과적인 커뮤니케이션에 장애물을 만들 수 있으며, 이는 성과를 방해할 수 있다. 신세계 정보 통신 질서(NWICO)는 국제 통신 역사에서 주요 변화 중 하나였다.
관광객으로서 방문 국가의 문화적 규범을 유지하는 것은 용납될 수 있지만, 적응하려고 노력하는 것은 환영받을 것이다. 그러나 비즈니스를 수행할 때, 특히 소통할 때 문화적 차이를 인식하는 것이 중요하다. 세기 전환기에 제품이나 서비스를 상용화하기 위해 해외로 여행하는 사람들의 필요에 기반한 많은 양의 연구가 있었다. 연구자 목록에는 호프스테드(1991), 스토리(1994), 안사리 & 잭슨(1995), 쿠슈너 & 브리슬린(1996), 애들러(1997), 미드(1998), 마르크스(1999)가 포함된다. 이러한 연구들로부터 깁슨의 저서는 국제적으로 성공하고자 하는 비즈니스 전문가들에게 중요한 정보 소스가 된다. 더글러스 스토리(Douglas Storey)가 설명했듯이, 글렌 피셔(Glen Fisher)의 책이 처음 출판된 후 1979년 이후 미국 외교의 스타일과 전략에 변화가 있었다.
국제 통신 이유에 관계없이, 국제 통신이 통신 중에 사용되는 언어에만 국한되지 않는다는 것을 이해하는 것이 중요하다.
국제 통신 규정 제정에 대한 두 가지 광범위한 접근 방식이 있다. 첫 번째는 당사자 간 합의를 통해 최소 기준을 국제화하는 것이다. 두 번째는 당사자가 합의에 도달하지 못할 수 있는 특정 사항에 대해 예외를 두도록 허용하는 것이다. 두 번째 접근 방식은 통일성에는 미치지 못하지만 일부 당사자가 제외될 수 있도록 함으로써 더 높은 기준을 허용한다.

## 국제 커뮤니케이션 연구의 범위와 접근 방식
국제 커뮤니케이션은 현대 사회에서 널리 퍼져 있고 다층적이지만, 다른 주제와의 중복 때문에 독립적인 학문 분야로 간주되지 않는다. 국제 커뮤니케이션은 '분야 분야라기보다 주제 분야'이며 국제 커뮤니케이션 연구는 '탐구를 조직하는' 방식이다.
존 D. H. 다우닝은 국제 커뮤니케이션이 이루어져야 할 열 가지 범주를 제안했다.
1. 국제 커뮤니케이션 이론
2. 핵심 국제 커뮤니케이션 과정
3. 글로벌 미디어 기업
4. 글로벌 미디어 정책
5. 글로벌 뉴스 흐름
6. 세계 영화
7. 개발 커뮤니케이션
8. 인터넷
9. 지적 재산권 법
10. 비헤게모니 커뮤니케이션 흐름[24]

메흐디 세마티는 국제 커뮤니케이션 연구의 광범위한 주제를 나열했으며, 다음을 포함하지만 이에 국한되지 않는다.
- 커뮤니케이션과 개발 (개발 커뮤니케이션)
- 기술이전
- 개발 저널리즘
- 근대화 이론
- 종속 이론
- 국가, 민족주의, 민족 문화
- 국가, 국민 국가, 주권
- 국제 관계와 커뮤니케이션
- 글로벌 커뮤니케이션 접근성
- 문화제국주의
- 미디어제국주의
- 다국적 기업, 다국적 미디어 기업
- 국제 기구와 커뮤니케이션
- 국제 텔레비전 및 라디오 방송
- 방송 및 선전
- 언론 이론
- 정보의 자유로운 흐름
- 미디어 콘텐츠의 국제적 유통
- 글로벌 뉴스 흐름
- 국제 뉴스 에이전시
- 국경 간 데이터 흐름
- 국제 (원거리) 통신 기술
- 국제 (원거리) 통신 정책 및 규제
- 문화 간 미디어 수용 연구
- 세계화

하미드 모울라나는 국제 커뮤니케이션에 대한 네 가지 핵심적인 상호 관련 접근 방식을 제시했다.
1. 이상주의-인본주의
2. 개종
3. 경제
4. 정치적[2]

국제 커뮤니케이션의 가장 명백한 표현 중 하나는 한 국가의 미디어가 해외 뉴스를 다루는 국제뉴스이다. 그러나 저널리즘 외에도 국제 커뮤니케이션은 다른 분야(문화, 기술, 과학)에서도 발생하며, 유통되는 "정보"의 성격은 문화적(한 국가에서 다른 국가로의 음악, 영화, 스포츠, TV 쇼), 과학적(해외 출판된 연구 논문, 과학 교류 또는 협력), 정보적(외교 보고서, 국제 스파이 등)과 같은 다양한 범주로 분류될 수 있다.
일반적으로 국제 커뮤니케이션 연구에는 다른 국가들 간의 뉴스 유통(및 그로 인한 불균형으로 인해 뉴스 흐름 개념이 생겨남), 미디어 조직(미디어 그룹 및 뉴스 에이전시 등)의 힘, 문화제국주의 및 미디어제국주의와 같은 문제, 그리고 개발 커뮤니케이션 또는 개발을 위한 커뮤니케이션에서 제안된 것처럼 특정 지역의 미디어 산업(및 사회 전체)을 강화하는 데 국제 협력이 가질 수 있는 정치적 역할에 대한 깊은 관심이 포함된다.
국제 커뮤니케이션 분야의 저명한 학자로는 윌버 슈람, 이실 드 솔라 풀, 요한 갈퉁, 안토니 스미스, 로버트 스티븐슨, 제레미 턴스톨, 아르망 마텔라트, 올리버 보이드-바렛, 알리 모하마디, 아나벨 스레베르니, 세스 J. 해멀링크, 다야 키샨 투수, 크리스 패터슨 등이 있다. 이 분야의 저널로는 국제 커뮤니케이션 가제트, 국제 커뮤니케이션 저널, 언어 문제 및 언어 계획 등이 있다.

## 발전
제2차 세계 대전은 국제 커뮤니케이션의 촉매제가 되었다. 커뮤니케이션 연구를 위한 분석 도구는 전쟁을 위한 국내 여론 동원, 적의 선전 이해, 동맹국 및 적국의 사기 및 의견에 영향을 미치는 심리전 기술 개발에 사용된다. 록펠러 재단은 1939년부터 1940년까지 뉴욕 본부에서 매달 커뮤니케이션 세미나를 소집하고 자금을 지원했다. 초기 목적은 미래의 커뮤니케이션 연구에 이론적 지침을 제공하기 위해 해럴드 라스웰과 폴 라자스펠드를 포함한 커뮤니케이션에 관심 있는 선도적인 학자들을 모으는 것이었다. 유럽 경제 위기 발발과 함께 1941년 말 미국이 전쟁에 참전했을 때 커뮤니케이션 연구는 정부 정책 논의에서 중요한 요소가 되었다.

### 커뮤니케이션 기술 발전
미디어 개발은 국제적 개입을 통한 전환 기간 동안 민간의 개입으로 만들어진 독립 미디어라고 할 수 있다. 기술이 등장하기 전에도 커뮤니케이션은 관계 구축 및 비즈니스 개발의 최전선에 있었다. 오늘날 문자 및 메시징 앱과 같은 새로운 발전은 더욱 효율적인 국제 커뮤니케이션을 가능하게 했다.
뉴 미디어: 인터넷 및 무선 통신.

#### 국제 커뮤니케이션 발전
1980년대와 1990년대에는 광섬유 케이블, 위성, 인터넷의 구축 및 발전, 점진적인 확산으로 공간과 시간의 장벽이 허물어지고 속도가 빨라지며 다양한 정보를 전송하는 비용이 줄어들었다. 이러한 추세는 국제 커뮤니케이션을 세계화로 이끌었다.

## 같이 보기
- 문화간 의사소통
- 언어학
- 유학생
- 매개 국경 간 통신
- 국제뉴스
- 언어 전문가
- 신세계 정보 통신 질서
- 맥브라이드 보고서
- 글로벌 네트워크
- 글로벌 디지털 격차